# True Crime (serie)
True Crime è una serie di videogiochi multipiattaforma dove si interpreta un poliziotto.
I primi due giochi sono stati sviluppati dalla Luxoflux (facente parte del gruppo Activision) e sono noti per l'accuratezza del proprio GPS, per le magnifiche ricostruzioni in open world di Los Angeles e New York e per le missioni di criminalità in strada che si generano casualmente al di fuori della storyline principale. Un terzo gioco era in fase di sviluppo, ma fu cancellato dalla Luxoflux dopo lo scarse vendite di True Crime: New York City.
La United Front Games aveva programmato di sviluppare un nuovo gioco che avrebbe riavviato e rilanciato la famosa serie. Diversamente dai capitoli precedenti avrebbe dovuto essere un mondo stilizzato, invece che in modo accurato, rappresentante Hong Kong. Il gioco fu cancellato dall'Activision poiché pensava che le vendite non sarebbero mai state alte. Nel mese di agosto del 2011, la Square Enix annunciò di aver acquistato il titolo dall'Activision e di aver completato lo sviluppo del gioco. Tuttavia, non furono acquistati i diritti per usare il nome True Crime e il gioco si chiamò Sleeping Dogs.

## Ordine cronologico e di ambientazione
| Titolo                                | Anno pubblicazione | Luogo ambientazione |
| ------------------------------------- | ------------------ | ------------------- |
| True Crime: Streets of LA             | 2003               | Los Angeles         |
| True Crime: New York City             | 2005               | New York            |
| Sleeping Dogs (True Crime: Hong Kong) | 2012               | Hong Kong           |

## I protagonisti della serie
- Nicholas "Nick" Kang-Wilson: Giovane detective cinese ed americano ed è la disgrazia di ogni capo della polizia. Viene sospeso a tempo indeterminato dalle forze di polizia a causa di ripetuti incidenti di brutalità eccessiva, danni alle proprietà, e si rifiuta di eseguire gli ordini, ma Nicholas Kang è stato reclutato nell'EOD come agente di primo ordine. Kang è abile nelle arti marziali e la sua abilità è eguagliata solo dalla sua capacità di guidare e maneggiare sapientemente armi da fuoco come uno stuntman professionista.

- Marcus Reed: Gangster afro-americano, che dopo essere stato tradito da alcuni suoi uomini, torna a New York per vendicarsi il giorno di Natale. Dopo aver ucciso i traditori, rimane nelle strade di New York per 4 anni, quando nel 2005 viene preso in polizia come agente semplice, grazie all'aiuto del Detective Terrence Higgins il quale è anche suo patrigno, ma viene sempre criticato da Victor Navarro, capo della stazione.

- Wei Shen: Agente di polizia asiatico-americano che ha il compito di andare sotto copertura per la polizia di Hong Kong ed infiltrarsi nella Sun On Yee.Wei è un lottatore di arti marziali di grande talento, tiratore scelto e grande pilota.